# Curtina
Curtina és una petita localitat de l'Uruguai.

## Geografia
Es troba al centre del departament de Tacuarembó, a pocs quilòmetres del límit amb Paysandú. S'ubica al sud de la capital departamental, amb la qual està connectada mitjançant la ruta 5. La distància a la ciutat de Montevideo és de 336 quilòmetres.

## Població
Curtina té una població de 1.029 habitants, segons les dades del cens del 2004.